# Camena (okręg Tulcza)
Camena – wieś w Rumunii, w okręgu Tulcza, w gminie Baia. W 2011 roku liczyła 443 mieszkańców.